# 白浪街
白浪街是位于中国陕西、河南和湖北三省交界处的一条街道，三省均在此街上设镇，北面之西部为陕西省商南县白浪镇，北面之东部为河南省淅川县荆紫关镇，南面则属湖北省郧县白浪镇，街中心立有一块题为“一脚踏三省”的界碑。